# すばらしきこのせかい
『すばらしきこのせかい It's a Wonderful World』（英語版『The World Ends with You』）は、スクウェア・エニックスより2007年7月27日に発売されたニンテンドーDS用ゲームソフト。一般的な略称は「すばせか」。
『キングダム ハーツ』・『ファイナルファンタジーシリーズ』の制作スタッフが開発を担当する、アクションロールプレイングゲーム。タイトルの由来はルイ・アームストロングの曲、『この素晴らしき世界』から引用されている。

## 略歴
2007年7月27日にニンテンドーDS用ソフトとして発売され、海外では『The World Ends With You』として2008年に発売。世界各地で放映されているゲーマー向けチャンネルG4の『X-Play』では、2008年度ベストゲームにおいて最優秀携帯ゲーム受賞。また、最優秀オリジナルゲーム、最優秀ロールプレイングゲームの部門においてもノミネートされている。その他にも、web上において伝統ある海外サイト『GameSpot』では2008年度ベストDSゲームに選ばれるなど 海外、日本ともに非常に高い評価を受けている。
2012年8月27日にiOS版「Solo Remix」が配信された。1画面になったことで、いくつかの仕様が変更されたほか、容量に余裕ができたためか、新規・既存BGM計60曲全てがフルコーラスで収録されるなど、引き続きBGMに力が入れられている。
2014年6月26日にAndroid版「Solo Remix」が配信された。
2018年9月27日に新規シナリオなどを収録したNintendo Switch版『すばらしきこのせかい -Final Remix-』が発売された。携帯モードの仕様はiOS版と同様。TVモード、テーブルモードではJoy-Conが必須となり、他コントローラではプレイできない。
2021年4月10日にアニメ放映。
2021年7月27日におよそ14年ぶりとなる続編タイトル『新すばらしきこのせかい』が発売された。PC版は2021年夏に発売。

## 作風
『キングダム ハーツ』・『ファイナルファンタジーシリーズ』の制作スタッフが開発を担当する、アクションロールプレイングゲーム。これらの作品や、多数の人気作品・話題作品を手掛けている野村哲也がメインキャラクターデザインを行う。
またディレクターの神藤辰也は、DSで歌入りの曲を入れるために、予定していた圧縮ムービーを入れるのをやめ、その分の容量をすべて音楽に回し、曲に特化させたとコメントしている。その言葉の通り、入っている34曲の内15曲（OPとEDを除く）に歌詞が入っている（その他にも何曲か声の入っているものもあるが、ORIGINAL SOUNDTRACKに歌詞が記載されているものだけを数えた）。
ゲームの舞台は21世紀前半（本作が発売された2006 - 2007年ごろ）の東京、渋谷区をモデルとしている。街並みは（縮尺が一部極端ではあるが）ほぼ忠実に再現されており、当時の名所や有名な建物は各種権利の都合上、名称を変えてはあるものの、実に多様な物が重要な要素やランドマークとして登場している。
ゲームシステムとしては周囲にいる人の思考の断片を読み取り、ミッションのヒントとなる情報や鍵を手に入れる「サイキックスキャンシステム」やニンテンドーDSならではの2画面同時に展開する戦闘「ストライドクロスバトル（上下の画面でそれぞれの戦闘を行い、キー操作とタッチ操作の二種類の操作で二種類の戦闘を同時に行う特殊システム）」、タッチペンを多用する操作などが特徴。

## システム

### 会話とエンカウント
本作ではストーリーの都合上、渋谷に群がる多数の人間の殆どと直接会話することはできない。そのため、ゲーム画面上にある「スカルバッジ」ボタンをタッチしてスキャンモードに切り替え、他人の思念を読み取ることで情報収集することになる。が、その大半はキャラクタが訊ねて引き出した情報ではなく、その人物が頭の中で思っていることにしか過ぎないため、殆どはゲーム進行に差し障りのない情報である。
ここでより特徴的なのは、敵との遭遇が徒歩によるランダム判定ではなく、この思考のスキャン中にシンボルマークとして登場し、それをタッチして引き寄せることで任意で戦闘を開始するという点である。そのため、戦闘をしたくない場合は敵のシンボルマークに〈タッチで〉触れずにいれば、大半の戦闘を回避することが可能である。ゲーム序盤は向こうから襲ってくる敵はいないが、ストーリーが進むとスキャン中に限り接近して強制エンカウントを仕掛けてくる敵なども登場するようになり、テレパシーによる情報収集もままならない状況に陥ることもある。

### 戦闘
シンボルをタッチして戦闘が開始されると画面が切り替わり、上画面と下画面を使ったバトルシーンになる。下画面では主人公のネクが、上画面ではパートナーが表示される。また、上と下、それぞれに同じ敵が出現する。
ネクとパートナーのヒットポイントは共有されており、どちらかがダメージを受ければ共有のヒットポイントが消費され、すべて無くなるとゲームオーバーになる。また、上画面と下画面の敵も同様に体力を共有しており、例えば下の敵にダメージを与えれば対応する上の敵のヒットポイントも減り、その逆も同様で、攻撃を加え倒された敵は、別の画面のほうでも消滅する。プレイヤーの体力が無くなるか、敵をすべて倒せば戦闘は終了する。
下画面〈ネク〉による戦闘
ネクが担当する下画面は、タッチペンで操作する。ネクは装備しているバッジ〈武器〉によって使えるサイキックが異なり、敵を連続でタッチしたり、引っ掻く、地面を擦る、声を出す、息を吹きかけるなど、ニンテンドーDSの機能をフル活用した多彩な操作方法で戦うことになる。なお、ほとんどのバッジは戦闘によって獲られるBPによって進化（または成長）し、そのバッジが強力であればあるほどランクが高くなり、装備できる数は限定される。性質は同様だが効果の高い上位互換バッジ等も複数存在する。また、バッジの種類によって後述するフィニッシュ攻撃の条件が異なる。使えるサイキックは大きく分けて「攻撃系」「HP回復系」「移動系」「オート系」の4種類に分けられ、更に攻撃系に関しては、ノイズに与えるダメージ数に大きく関わる「属性」（ポジティブ属性・ネガティヴ属性・無属性）が存在する。
バッジ
使用するバッジは店で購入したり敵からのドロップで入手できる。スロット数は特定の「ステッカー」というアイテムを入手することで増加する。
お金を入手する方法もバッジで、入手したバッジを破棄することでそれに応じた金額を得ることができる。戦闘で使えず、主に換金・交換用のバッジも存在する。
敵からのドロップレートはノイズ図鑑で確認することができる。本作では任意にレベルを下げて戦うことができ、ドロップレートは下げたレベル分の倍数だけ上昇する。
装備中のバッジは「BP」でレベルアップし、バッジごとに決まったレベルまで上昇する。最大レベルまで上がっていないバッジは「ストック」、最大レベルのバッジは「マスター」という枠に収められる。
BPにはバトルに勝利することで獲得できるバトルBP、ゲーム機がスリープモードで時間経過することで獲得できるシャットダウンBP、すれ違い通信などで他プレイヤーと通信することで獲得できるアクセスBPが存在する。Switch版ではアクセスBPは廃止された。
バッジによっては特定のレベルまで上昇すると「進化」が発生する場合がある。進化するバッジはバッジのデータで確認が可能。進化するか否かは上記3つのBPのどれが最も多く獲得されていたかによる。進化しなかった場合のみ、そのバッジをマスターすることができる。ただし、バトルBPは他2つの1/9として計算される。バッジによっては2つ進化パターンが存在する場合があり、Switch版ではこういったバッジはバトルBPとシャットダウンBPの獲得率が4～6割程度である場合、進化しないようになっている。
店のクエストでは特定のバッジを代価とする場合があり、こういった場合はマスター済みでなければ支払うことができない。

上画面〈パートナー〉による戦闘
パートナーの戦闘は十字キー〈もしくは左利き用としてABXYボタン〉を用いる。入力を開始すると、矢印で次の入力〈コンボマップ〉を求められ、一部の状況を除いて、一度の入力で一回攻撃し、コンポマップの入力を最後まで完成させると強力なフィニッシュ攻撃が発動する。コンポマップの形状はパートナーや装備品によって異なり、基本的により長く複雑なコンポを成立させるほどフィニッシュは強力になる傾向にある。また、フィニッシュ攻撃を発動させるとカードが手に入り、このカードを集めるなどして条件を満たす〈パートナーによって条件は異なる〉と、画面全体に効力が及び、ヒットポイントも回復する大技を発動させることができる。ただし、攻撃を受け付けない状態の敵には無効。ちなみに、上画面の戦闘は放っておくとオートで戦闘してくれる設定も可能である(ただし、あまりテンポ良く攻撃してくれない)。
iOS版では、パートナーの攻撃はバッジに近い扱いとなっている。パートナーごとに決められたアクションをすることで攻撃が行われるが、ネクがバッジを使えない状況でも発動可能である。また、必殺技はシンクロ率の上昇によって発動可能で、ミニゲームは必殺技の威力倍率を決めるために行う形となった。この倍率は撃破時のドロップ率にも同様の作用を及ぼすため、レアドロップを出しやすくなっている。
光球リレー
ネク、もしくはパートナーがフィニッシュ攻撃を発動させると緑色の光球が発生し、発動させたのとは反対側のキャラクタに光が移動する。この光をまとっているときに再びそのキャラクタがフィニッシュ攻撃を発動させると、普段よりも大きなダメージを敵に与えることが可能(二倍~五倍)で、再び光はフィニッシュを発動させたキャラクタとは別のキャラクタに移動する。繰り返すことでダメージボーナスの倍率はどんどん上がるようになっており、うまく利用することでゲームを有利に進めることができる。ただし、上画面がオート戦闘になっている場合、タイミングを合わせるのが難しいため、光球リレーをフル活用するには必然的に上画面も下画面も完全手動操作するのが求められる。また、このリレーをうまく成立させることで攻撃があまり通らない敵でも、ダメージを増やすことができる。
iOS版では、光球の存在とダメージ倍率の概念は削除され、交互に攻撃することで多少威力が上がりシンクロ率が上昇していく仕様になった。光球を待つ必要がないため、テンポ良くつなげることができる。
チェーンバトル
ストーリーが進むと、複数のノイズにタッチして接触させることで、それらすべてとの連戦が発生するようになる。
連戦中は回数制限アリのバッジの回数が途中で回復しない上に後のバトルになるほど敵の攻撃力が上昇してしまうが、バッジのドロップレートと獲得BPが上昇する。
最大連戦回数は当初は4回までだが、クリア後に16回まで増やすことができる。

### アイテムの買い物、種別と制度
戦闘やイベントでお金にできるバッジを入手して換金すれば、各所にある店舗で買い物が可能である。店舗の種類には大きく分けて「洋服店」と「飲食店」「レコード店」があり、服屋では防具の代わりとなる洋服や、ネクの武器になるバッジが売られており、飲食店では食べ物を売っている。また、いずれの店にも従業員がおり、買い物を繰り返すと親密度が上がって、売り物の隠し性能（アビリティ）を教えてもらえたり、隠しアイテム（クエスト）が出現するなど、大きな変化が発生する。

服装とバッジ
ファッションに関連するアイテムには複数のブランドが存在し、プレイヤーキャラクタが装備している洋服やバッジのブランドをそれなりに統一して戦闘を繰り返すとトレンド〈流行〉が変化し、トレンド上位のブランドのアイテム性能にボーナスが発生する。服についてはネクだけではなくパートナーも装備可能で、いずれも装備するには「勇気」というパラメータがそれに見合った数値に達している必要がある。奇抜な服や、変に着用をためらわれるアイテムは逸脱して必要勇気が高い傾向にあるが、必ずしも装備品の性能の高さには直接的に関係していない。数値さえ達していれば男性でもワンピースやスカートといった女性向けの服を装備することが可能である。また、それぞれのアイテムにはアビリティという隠し性能が付加されており、店員との交流でアビリティを解放することで、装備時にステータスの上昇以外にも様々な追加ボーナスをもたらしてくれるようになる。
ブランド
本作に登場するバッジや服装などの13の種類の名前のこと。上記の「トレンドの変化」の元。
トレンド上位になるとバッジの攻撃力が、1位は2倍、2位は1.5倍、3位は1.2倍、最下位は半減になる。
各ブランド名には、十二支が取り入れられているのが特徴。
十二支順に、ムース・ラットゥス (Mus Rattus)、D＋B (Dangerous Buffalo)、ティガー・パンクス (Tigre Punks)、 ラパンA（ラパン・アンジェリーク） (Lapin Angelique)、D・クチュール（ドラゴン・クチュール） (Dragon Couture)、ヒップ・スネイク (Hip Snake)、ペガッソ (Pegaso)、シープ・ヘブンリー (Sheep Heavenly)、JPオブザモンキー（ジュピターオブザモンキー） (Jupiter of the Monkey)、パーボ・レアル（Pavo Real）、ナチュラル・パピィ (Natural Puppy)、ワイルド・ボア (Wild Boar) となり、そこにガティート (Gatito)、ノーブランド (Unbranded) （ノーブランドは正確にはブランドではなく、攻撃力の変化がない）が入る。
ちなみにガティートはCATの製作したブランドである。
フード
飲食店で食べ物を購入すればキャラクタに食べさせることができ、食事を摂るとネクとパートナー同士のシンクロ率も上がる。食料を摂取して戦闘を繰り返し、消化することでそれに応じたステータスが上昇する。それぞれのアイテムには消費メモリが定められており、現実時間で一日。に摂取できる食べ物の量は決められている。キャラクタによって食べ物に好みもあり、特にキャラクタが好むものであれば二倍の効果が期待できる。逆に、苦手なものは効果が半減されてしまう。好みか否かは食べた時のリアクションで分かる。
CD
レコード店でCDを購入すれば、メニュー画面でいつでも好きな曲を再生できる。
ステッカー
集めることでシステム的な働きを発揮するアイテム。キャラクタのパラメータの上昇、パートナーのアクション増加など、ゲームを進行する上で便利なものや必要不可欠となるものが多い。イベントを通して、またはショップで購入が可能。
入手には貴重なバッジを必要とする。
素材
ショップに並んだクエストをクリアするために必要となるもの。ほとんどはショップで購入しないと入手できないため、ショップでのクエストをこなすためには各々別のショップを渉る必要がある。ただし、ほとんどの店ではこれらはクエストのため、お金で買うことができない。
本
他のアイテムとは違って、データの増強には直接的には関わらない、プレイヤーの知識として補う書籍アイテム。手に入れなくても進行上特に問題はないが、ためになる情報が載っている。

### A NEW DAY
Final Remixで追加された新エピソード。各ゲーム最終日にどこかに現れる紫色の死神の課すミッションを全てクリアすることでクリア後にチャプターセレクトから選択可能になる。
プレイすると、新しいバッジがショップに追加される。購入にはA NEW DAYに登場する紫色の「ディゾナンス（認知的不協和）ノイズ」各種から入手できるバッジが必要。
途中から、スキャン時に現れるノイズシンボルが紫色のシンボルに切り替わる。このシンボルとの戦闘では、ランダムで様々なミッションが設定される。ミッションの種類は進行状況によって増える。
- スプリット：時間経過で、戦場の全てのノイズが倍に増える。回数制限はなく、必殺技などで一気に倒さないといつまでも終わらない。戦闘開始時にまず発動する。
- カース：時間経過でHPが減少する。怯んだりはせず、淡々と減っていく。
- レストア：敵を倒すことでHPが回復する。即座には回復せず、バッジ同様に飛んでくる光の玉に触れることで効果を発揮する。
- レイヴンボール：フィールド上を移動する、触れるとダメージを受けてしまう黒い玉が出現する。なかなか強力な上、消滅しない。
- シンクレイヴ：シンクロ率の上昇量が倍になる。

## ストーリー
シキ編（ゲームマスター：東沢洋大）
渋谷の雑踏で目覚めたネク。なぜか自分のことが名前以外何も思い出せない。いつの間にか持っていたバッジを手に取った瞬間、周りの人が考えていることが頭の中に流れ込んできた。戸惑うネクに、謎の敵が襲い掛かる。助けを求めるが、周りの人は誰も気づかない。戦うこともできずに逃げ惑うネクの前に、自分と契約してほしいという少女、シキが現れた。言われるがままにシキと契約し、謎の敵を倒したネクは、自分たちは「死神のゲーム」に参加しており、七日間ミッションをクリアしながら生き残らないと自分の存在を消されてしまうことを知る。ネクは七日間生き残るために、シキと共に数々のミッションに挑む。

ヨシュア編（ゲームマスター：南師猩）
ネクとシキは前回のゲームの勝者となったが、生き返れるのはシキのみだった。さらには新たなエントリー料としてシキが徴収されてしまう。必ず勝つと誓ったネクは前回のようにハチ公前にいき、新たなパートナーを探すが、独りのネクにノイズが襲い掛ってきた。窮地に陥ったネクだったが、突然誰かとパートナー契約が成立し、辛うじてピンチを逃れる。ネクの前に現れたのは、謎の少年、ヨシュアだった。ミッションの中で「自分を殺したのはヨシュア」だという可能性が浮上、ネクはヨシュアを疑い、半信半疑の中で二回目のゲームに挑む。

ビイト編（ゲームマスター：虚西充妃）
前回のゲームの勝者となったネクだったが、パートナーのヨシュアは行方不明、「違反者の連帯責任」としてペナルティ付きで再参加となった。ネクに科せられたペナルティは「再参加権を剥奪」というものだった。ネクは自身最後のゲームに挑む。パートナーを探すネクのもとに、「今回のゲームの参加者はネク一人」というメールが届く。エントリー料は他の参加者たちだった。独りではノイズを倒すどころか、戦うこともできない。ノイズに襲われ、窮地に立たされたネクの前に突然ビイトが現れ、ネクと契約する。自らがコンポーザーとなる決意をしたビイトは死神を裏切り、ネクの味方に付いた。ビイトの裏切りにより「エマージェンシーコール」が発令され、死神たちが次々と襲い掛かる中、ゲームマスター、指揮者、そしてコンポーザーを倒すために、ネクとビイトは最後の決戦に挑む。

アナザーデイ ― すばらしきこの1日。
本編とは違うもう一つの世界を舞台にした番外編。マーブルスラッシュの大会に挑んだネクだったが、決勝戦直前でその場にいた全員のバッジが盗まれてしまった。運良くバッジを盗まれなかったネクだったが、シュウトに強引に誘われ、バッジを盗んだ犯人を仲間たちと共に探すことになった。本編とは違う世界（パラレルワールド）での物語であるため、一部のキャラの性格や設定が大きく変わっている。

A NEW DAY
UGでの3週間を経たある日、ネクとビイトは渋谷スクランブル交差点で目を覚ます。そこに「死神のゲーム ハードモード」の開始とミッションを告げるメールが届く。エリアごとのつながりが無茶苦茶になった謎の渋谷でネクに降りかかる、明らかに自分たちの知る性格とは異なる友人や死神たちとの遭遇、紫色のディゾナンスノイズ、時折見える「消滅する新宿らしき町」「一つしかないはずのにゃんタンを持つ謎の少女」「色の違うサメ型ノイズに襲われるライム」などの映像。突如開催された異常だらけの死神のゲームの中、謎の死神「ココ」とともにミッションにも記された渋谷脱出を目指すのだった。

## 登場人物

### メインキャラクター
この5人は『キングダム ハーツ 3D ［ドリーム ドロップ ディスタンス］』にゲスト出演している。
ネク (NEKU) / 桜庭 音操（サクラバ ネク）
声 - 内山昂輝
本作の主人公。渋谷生まれ渋谷育ちの15歳の少年。他人と分かり合うことに疑問を感じ、一人でいることを好むと同時に他人と関わることを極度に嫌っている。常にヘッドフォンを着けているのは、自分と周りの世界を遮断していることの表れである。趣味は音楽や「グラフィティ」と呼ばれるストリートアート。シブヤで「CAT」と呼ばれる、グラフィティやデザインで有名な人物を尊敬している。バッジを利用したサイキックに長けている。また、エントリー料は記憶。自分の名前以外の記憶を失っており、理由も知らずにゲームへの参加を強要される形となる。しかも、事前に説明を受けたゲームにまつわる記憶すら奪われていた。周りの人々としばしば対立していたが、様々な人々と出会う中で徐々に軟化していく。なお、2回目のゲームではシキをエントリー料(＝自分にとって一番大事なもの)として奪われたが、そのことについて特に否定していない。シキにそのことを説明して慌てふためかれた時も同じなので、シキが大事な存在であることに異論はない模様。実は渋谷の存続を賭けたゲームにおいて、コンポーザーに選定された選ばれし者である。エンディングではRGへ戻り、シキやビイト達の友人となり、最後には他者への拒絶を表していたヘッドホンを外した。
アナザーデイではマブスラを愛する普通の少年として登場し、ある事件に巻き込まれマーブルダークブルー（後にブルーになる）として行動した。なお、かつて唯一の友人を事故で失ったらしいが、それが誰なのかは不明。
シキ (SHIKI) / 美咲 四季（ミサキ シキ）
声 - 鉢嶺杏奈
15歳の少女。落ち着いた雰囲気だが、やや天然なところもある。死神のゲーム初参加なのにネクと初めて会った時「契約すればノイズを倒せる」など死神のゲームに少し詳しいところがある(正確には、ネクがルールの記憶を奪われていただけだが)。おしゃれ好きで、へそ出しファッションに身を包み、手作りの黒ネコのぬいぐるみ“にゃんタン”をよく持ち歩いている。裁縫が得意で、着ている服は自分で作ったもの。将来の夢はファッションデザイナー。にゃんタンを操る「サイコマンス」が主戦法（本作中でシキは自らの能力を「テレキネシス」と言っていたが、実際は自我を与える「サイコマンス」である）。彼女のエントリー料は容姿であり、劇中での姿は彼女の親友であるエリのもの。嫉妬を抱くほど強い自意識を持つということなので、より正確にいえば「自分自身」。本来の姿は茶色のショートより少し長めの短髪で、大きなロイド眼鏡をかけた姿である。自分には無いものを沢山持っていたエリに、強い嫉妬心を抱き、それを指摘されたことで動揺し、一時自暴自棄になった。しかし、エリの「シキに才能がある」という言葉をきっかけに、エリを目標にして生きていこうと決意する。当初は一週目のゲームで生き返るはずだったが、二週目のゲーム直前にネクのエントリー料として徴収されてしまう。3週目のゲームでそのことを知った時は、照れて慌てふためくも特に拒否してはいない。エンディングでは本来の姿でネク達と再会した。
アナザーデイでもエリの姿で登場し、王子ファンクラブ“ホワイトエンジェル”のリーダーを勤めるマーブルグリーンとして行動した。
iOS版では、タップすることでそこににゃんタンをけしかけるという形で攻撃を行う。必殺技使用時は、画面上部真ん中に対象となるカードが表示され、その周囲のカードが一瞬開示されるので対象と同じカードを当てるという仕様になっている。
ヨシュア (JOSHUA) / 桐生 義弥（キリュウ ヨシヤ）
声 - 木村良平
15歳の少年。二週目のゲームにおいて半ば強引にネクと契約する。皮肉屋であり、常に飄々とした態度をとる。ミッションには消極的であるため、シキを奪われ負けるわけにはいかないネクとはしばしば対立している。常に携帯電話を所持している。死神のゲームについての知識が豊富である。主戦法は携帯電話を使用しての物体転送。後半では空中浮遊（レビテーション）することができ、白い高エネルギーを発して攻撃する。本来参加者は、一度死んだもののみとしてあるが、彼の場合、生きたままゲームに参加した違反者であり、本人は「RGでUGが見えていた」と語る。羽狛は彼を「見える体質」と言った。その正体は渋谷UGを管理する「コンポーザー」。北虹に渋谷の存続を賭けたゲームを提案し、自らの代理人としてネクを殺害した。南師の攻撃により消滅したかに見えたが、実際は平行世界（アナザーデイ）に逃げ込んでいた。その後、ビイト編の北虹（アングイスカンタス）撃破後に再度現れる。渋谷に生きる人々に失望しており、渋谷を消滅させようとしていたがゲームが進む中で考えに変化が起こり、最終的には渋谷を存続させる道を選んだ。なお、劇中での姿は力を抑えて若年化したものであり、実年齢はもっと高い。
アナザーデイではマーブルピンク（後にレインボー）として登場した。並行世界の自分と平然と話していたので、こちらの世界でもコンポーザーである可能性が高い。
iOS版では、下にスラッシュすることでその位置に様々な物体を落下させる。DS版に比べると、ノイズが自由に動き回るためにかなり当てづらい。レビテーションを習得すると、常時レビテーション攻撃となる。
ビイト (BEAT) / 尾藤 大輔之丞（ビトウ ダイスケノジョウ）
声 - 木村昴
15歳の少年。パートナーのライムと行動を共にしている。頑固で熱く、思いついたことをそのまま実行する短絡的で直情的な性格で、よくライムにたしなめられている。自分と正反対の性格のネクに対して少々熱くなることも多い。本名を呼ばれることを嫌がる。スケボーが得意で、主戦法はスケボーに乗っての白兵戦。自分をかばって消滅したライムを生き返らせるために死神となり、その後何度もネクに襲い掛かる。そのため、名前には申（輔→車→申）が入っている。ビイト編では、ネクを助けるためにネクと契約し、死神を裏切った。死亡した場所は宮下公園ガード下であり、原因は家を飛び出したビイトを追いかけてきたライムに暴走車が突っ込み、それを救おうと飛び込んだため。本人はライムのエントリー料が兄の記憶と思っていたが、最終日に自分のエントリー料が妹の兄の記憶だと虚西に告げられる。なお、ライムは兄が存在したことを覚えていたので、正確には「ビイトが兄であるという記憶」であると思われる。エンディングではライムと共に生き返り、ネクの友人となった。
アナザーデイではライムとお笑いコンビを組んでいるという設定で登場し、マーブルイエローとして行動した。
iOS版では、空間をホールドすることでその逆あたりの位置にビイトが出現し、ホールドした地点に向かって移動、その途中にノイズがいれば攻撃するという仕様になっている。出現後は、しばらくネクに随伴する。
ライム (RHYME) / 尾藤 来夢 (ビトウ ライム)
声 - 生天目仁美 / 竹達彩奈（『キングダム ハーツ 3D』・テレビアニメ版）
ビイトといつも一緒にいる、明るくひたむきな少女。一人称はボク（ボク少女）。ビイトと揃いのドクロマークのニットキャップを被っている。冷静な判断力を持ち、暴走しがちなビイトをサポートしている。頻繁にことわざを使う癖がある。であり、ビイトの妹。ビイトのエントリー料として「妹の中の兄の記憶」が徴収されていたため、ビイトと兄妹であるという記憶が無い。エントリー料は自分の「夢」。ビイトをかばって消滅したが、羽狛の手でソウルを回収されバッジ化されたことで完全な消滅を免れる。その後は死神となったビイトによってネズミ状の「ライムノイズ」となりビイトの肩に乗っていたが、虚西によってエントリー料として徴収されてバッジに戻される。最終的にはエンディングでRGへ戻った。ビイトは自分のことを恨んでいるんじゃないか、（エントリー料が夢だったので）自分のことをなんとも思っていないのではないかと危惧していたが、少なくともエンディング時は仲良さそうにしていた。
アナザーデイではビイトとお笑いコンビを組んでいるという設定で登場し、ブラックスカル団のスパイとしてネク達を陥れた。ビイトの妹である設定に変化ないが、ビイトと呼んでいる。

### 死神
ネク達をシブヤに閉じ込め、ノイズを使い次々にミッションを出す謎の組織。また、死神組織内には下記の人物の他にも下っ端として現場（シブヤ）で活動している者が大勢おり、それらは補助部隊・戦闘部隊という様に分けられて各自の活動を行っている。
下っ端の死神らは、ネク達を含めたゲームの参加者にミッション内容を伝えに来る時以外は自由に活動することが多く、中にはバンドを組んだ者もいる。ミッション自体も、その場の思いつきで決めたり私情のみで一方的に開始するなどかなりアバウト。
また、幹部クラスの死神は特殊能力を有している模様(変身しなくても使用可能)で、戦闘時にはノイズ化することがある。
背中にはタトゥー状の羽が生えており、この羽がないと死神の力は行使できない。RGでは、羽が消えるため死神としての能力がなくなりただの人間と同等になる。デスマーチのメンツを除いて、名前に十二支が隠されているのも特徴である。
ヤシロ / 八代 卯月（ヤシロ ウヅキ）
声 - 新井里美
組織の下っ端に位置する17歳の女性。常に仕事にやりがいを求めており、その為なら嘘のミッションを吹っかけるなどどんな手段も選ばない。通称ピンク頭。自身の実力は高く、ゲームマスター代行に指名される程の力を持つが、感情的で向こう見ずな性格から、制御が足らず失敗してしまうことが多い。同僚の狩谷とよくつるんでいるが、組織に入ってからの日は彼より浅いため一応後輩である。ゲーム序盤からネクの前に度々現れるが、彼女と直接戦うことになるのはビイト編である。狩谷が幹部入りを断っていたのを知り、足手まといになるのを嫌がっていたが、狩谷に「自分のペースでやればいいのサ」「俺はこの雑多なシブヤが好きなのサ」などと言われて、自分を見つめなおすようになる。アナザーデイでは王子のファンチーム「黒小悪魔」のリーダー兼・マブスラの粛清を行う組織「ブラックスカル団」の団長として登場。名前の中に「卯」が入っている。
カリヤ / 狩谷 拘輝（カリヤ コウキ）
声 - 勝杏里
常に気だるげでやる気も無さそうだが、硬派でプライドが高く、仕事に誇りを持っている19歳の青年。通称アメ玉。八代と行動を共にしており、度々ラーメンの奢りを賭けたゲームを提案している。組織での位置は彼女と同程度。しかし実は幹部クラスの実力を持っており、実際に昇進の話も出たことがあるが、それを蹴って現場での仕事を選んだ。常に変化する渋谷を眺めることを好むためである。二人揃って度々ネクの前に現れるが、彼と戦うのもビイト編のみ。棒付きキャンディー（彼曰く「ロリポップではなくあんこ玉」）をいつも持っている。話す時は「だヨ」など、いつも語尾がカタカナ調。アナザーデイではブラックスカル団の一員として登場。ネクをラーメンで買収しようとした。名前の中に「戌」が入っている（中国での犬は狗と書くため）。
ヒガシザワ / 東沢 洋大（ヒガシザワ ヨウダイ）
声 - 高橋研二
ドレッドロックスで怪力自慢の20歳の青年。そのパワーは拳で地面を叩き割れる程。右目が白、左目が黄色のオッドアイ。シキ編でのゲームマスター。物事を調理用語で比喩する癖がある。能力のすべてが理想値を上回っているため、北虹からゲームマスター代行を任された(そのため、正式には幹部ではない)。とくに協調性が秀でて高い。観察眼も高く、シキの中に潜んでいた嫉妬心を見抜いていた。シキ編7日目では「オウィスカンタス」と化してネク達に襲いかかるが敗北し、消滅した。最後まで自らの出世欲に勝てなかった。名前の中に「未」（洋大→洋→羊）が入っている。幹部としての特殊能力なのか、発動したバッジを吸収して無効化することができる。
アナザーデイではブラックスカル団の一員にしてマブスラ開発スタッフの一人として登場。料理の腕はプロ級らしい。
ミナミモト / 南師 猩（ミナミモト ショウ）
声 - 藤本隆行
冷酷で凶暴な一面を持つが、高い知能を持つ18歳の青年。よく巨大なオブジェを造る（見た目は完全にゴミの山である）ため、ネクにオブジェ死神と呼ばれる。最年少で大出世を果たした過去を持つが、協調性は0に等しい。数学マニアで会話には数学用語が頻出し、「ゼタ遅ぇ」「このヘクトパスカルが！」などが口癖。又、「お前ら全員ここで4ね（しね）！」等と、数字を誤字として用いられる場合も見られる。たまにメガホンで叫ぶ。コンポーザーの座を狙っており、堕天使と協力してコンポーザーを倒そうと目論んでいる。ヨシュア編のゲームマスターであったが、極端に数学じみた指令、禁じられた禁断ノイズの生成、更にはミッションを3日間連続で出さないなど、奇抜な行動をとった。ヨシュア編7日目で、死神の羽を崩壊させつつ変身し、禁断化した「レオカンタス」となる(ただし、戦闘中は普段の姿に戻ったりする)。元々の特殊能力やその有無などは不明だが、戦闘中禁断ノイズを召喚したりそれを吸収してレオカンタス化する、という特殊能力を有する。敗北するも、「レベル虚数フレア」を使って自爆し消滅。その後、事前に宇田川に書いておいた精製陣から、禁断サイキック「リザレクション」によって禁断化しつつ復活した。ただし、禁断化は想定外だったらしい。復活後は最高レベルの壁すら破壊するほどの力を得ていた。ビイト編7日目で虚西と手を組んだ末、コンポーザーの手によって倒される。名前の中に「亥」（師+猩の犭=獅）が入っている（スタッフが猪→しし→獅子であると発言している）。なお、ノイズ名で分かる通り、禁断化の影響か猪ではなくライオンの姿をしている。当の猪はピグノイズという別のノイズで登場。
アナザーデイではらあめんどん店主、土井ケンの息子として登場し、シュウトに「バッジ博士」と呼ばれる。
コニシ / 虚西 充妃（コニシ ミツキ）
声 - 生天目仁美
几帳面な性格で何事もキッチリこなす策士。その性格には冷酷な一面もある。ビイト編のゲームマスター。ビイト・南師・狩谷には鉄仮面と呼ばれる。しかし、狩谷と卯月は本人の前ではコニシさん。一見指揮者には忠実な様に見えるが、実際は己の保身を第一に考えており、自らが所属している勢力よりも有力な勢力を見付ければあっさりと寝返る。ビイトからライムノイズを奪い、バッジに変えてエントリー料として徴収した。「六日間の間に何処かに隠れているゲームマスターを撃破せよ」という六日間ぶちぬきのミッションを提示し、自らはビイトの影の中から混乱するネク達を観察し続けていた。最終日に渋谷川で南師と手を組み、コンポーザーの部屋へと通じる道の結界を解除。「ティグリスカンタス」へと変貌したが、敗北し消滅。名前の中に「寅」（虚の上部分+充の下部分=虎）が入っている。影や幻を操るという特殊能力を有しており、前述のように影の潜むほか、ティグリスカンタス時は幻の中に潜んで直接攻撃を行う機会をほとんど与えない。ただし、光は制御できないという欠点がある。
アナザーデイではビイトとライムの先生となっており、コンビを解散していたビイトにコンビを再結成するように言うなど本編での性格の悪さは微塵も見られない。分身技によりバッジを3つ同時に操れるが、それぞれ別キャラとして操作される所為か確実に同志討ちをやらかす。
キタニジ / 北虹 寵（キタニジ メグミ）
声 - 白熊寛嗣
死神メンバーを束ねる指揮者を勤める26歳の男性死神。自分が最も優れていると自負している。あらゆる戦略で相手を徹底的に追い詰める。通称グラサン。コンポーザーに渋谷の存続を賭けたゲームを挑まれ、渋谷を守る為そのゲームを受ける。自らの意思をインプリントするレッドスカルバッジを用い、渋谷の人々を洗脳することでゲームに勝とうとした。特殊能力「時間遮断」によって停止した時間の中を移動・攻撃の予備動作を完了できるなど高い戦闘能力を有し、ネク達とは3度戦った(ただし、時間遮断は1度目でのみ使用)。1度目は渋谷川の奥に広がっていた「死せる神の部屋」でレッドスカルバッジを所持していたシキを洗脳し、戦いを挑むが敗北。この時一旦消滅した様に見えたがコンポーザーの部屋で再び現れ、「アングイスカンタス」と化して2度目の戦いを挑むが敗北。その後、コンポーザーを取り込み「ドラゴカンタス」と化したが敗北し、ゲームの制限時間オーバーによって消滅した。高次元が注目するほどのカオティックな渋谷をコンポーザーが管理する上で、彼の存在はかなり大きいものだった。名前の中に「巳」と「辰」（寵の下部分=龍、ウ冠+虫偏+北の右部分で蛇。）が入っている。
アナザーデイではモルコ大会にて決勝戦まで登り詰める実力を持つ（バッジを2つ同時に操れる）キャラクターとして登場。職業は渋谷の区長でヨシュアの知り合いだった。
777（スリーセブン）
声 - 阪口周平（テレビアニメ版）
バンド「デスマーチ」のヴォーカルにして、バンドリーダー。シキ編3日目、ライヴステージの停電時に登場。ヨシュア編4日目では、バンドの成功を願ってメンバーの三人で購入した大切なマイクを何者かに盗まれ、ネクに捜索を依頼する。少々感情的になりがちだが、仲間想いで気だてのいい性格。ただし、自分の悩みに協力させるために道を封鎖したり報酬を先払いして断れなくしたりと、なかなか賢しい。ビイト編ではエマージェンシーコールでネクとビイトを襲うも、お互いに和解する。しかしその後、虚西によって消される。
アナザーデイでの立ち位置はあまり変わらない。マブスラで勝つことで、とても貴重なバッジがもらえる。
BJ（ビージェー）
デスマーチのメンバーのテナー死神。ヴォーカルの座をかけて、前々から777とぶつかっており、マイク紛失時には真っ先に疑いをかけられることとなってしまったが、後に和解。恋が必ず成就するというモルコ前の電話ボックスで八代に対し、甘酸っぱい電話をかけていた。が、名前を名乗らなかった上に「…きです」としか聞き取れなかったため、いたずらとして即刻切られた。
テンホー
デスマーチのメンバーの壁死神。777とBJのふたりの喧嘩を止めようと、バンドのシンボルであり、喧嘩のタネとなったマイクを隠した（その後、隠していたマイクは南師に置き引きされ、現場には何故か「お駄賃」として南師の所有しているメガホンが置かれていた）。無名の路上ライヴ時代からの想いを強く抱いており、二人の和解を願っていた。

### ゲーム関係者
ハネコマ / 羽狛 早苗（ハネコマ サナエ）
声 - 古舘寛治 / 津田健次郎（テレビアニメ版）
キャットストリートのワイルドキャットのカフェでマスターをしている男。自称「ゲームの監視者」。死神のゲームについて詳しく、ネク達に何かとアドバイスや手助けをしてくれる。死神とは違う立場にいて、ネク達を見守るような存在。その正体は渋谷で人気のクリエーター・CATにしてUGよりも上位の次元から訪れた天使（名前に天使を象徴する羽が入っている）。UGでの役職は死神のルール違反を監視するプロデューサー。彼のプロデューサーとしての顔を知るものはコンポーザーのみである。ゲームクリア後に条件を満たせば閲覧できるシークレットレポートは口調こそ違うものの彼がまとめたもの。渋谷の存続を賭けたゲームを知っており、本来は傍観しなければならない立場だが、やり方こそ違えど、北虹と同じく渋谷を守るために行動を起こし、堕天使の汚名を被り南獅に協力する。彼（CAT）の作品は全て、RGの人々に「もっと楽しめ」・「集結せよ」という意思をインプリントするためのもの。決め台詞は「全力で今を楽しめ」。ネクはその言葉を気に入っていて、心に響かせている。ネクは彼のインプリントを最も強く受け取っていたためサイキックに長けているとされる。アナザーデイのポークシティーで戦うことができ、力を制限されているにも拘らずその実力は間違いなく本作最強である（ノイズ化し「パンテーラカンタス」となる）。彼の名前には猫の字（ハネコマ、狛の犭＋苗）が入っている。
パンテーラカンタスが上下の画面で虎と獅子という違うノイズが襲ってくるという形のためか、iOS版では同時に襲いかかってくる。
ソウタ
声 - 須田祐介（テレビアニメ版）
パートナーはナオ。シキ編6日目では生きていたがヨシュア編では参加者として登場。ヨシュア編2日目にて、マブスラの大会で（ヨシュアの裏工作により）優勝した。ガラは悪いが優しい性格の持ち主。シキをエントリー料にされて落ち込むネクを元気付けた。パートナーのナオは彼女でもある。最後はパートナーのナオが消滅して消滅。アナザーデイでは、ネクの知人・カリスマ美容師として登場した。
ナオ
声 - ふじたまみ（テレビアニメ版）
パートナーはソウタ。シキ編6日目では生きていたがヨシュア編では参加者として登場。ソウタと共に、落ち込むネクを元気付けた。また、ソウタが生き返るためなら自分は喜んでエントリー料になると言っている。最後は禁断ノイズに倒され消滅。王子のファン。

### 一般人
王子 / 王子 英二（オウジ エイジ）
声 - 島﨑信長（テレビアニメ版）
芸能人。シブヤでは若者達の注目の的であり、アンニュイな魅力で大人気。街を歩けばトレンドが変わると言われるほどの、カリスマ的・ファッションリーダー的存在である。ラーメンにかなりのこだわりがあるらしく、ヨシュア編3日目で道玄坂に新しくできた「暗黒拉麺」の広告塔になっていたが、偶然立ち寄った「らあめんどん」で食したラーメンの味に感激し、自ら「暗黒拉麺」の広告塔を降りた。彼の投げやりテイストなブログは一日10万ヒットの人気を誇る。
シュウト / 弾 修人（ダン シュウト）
マーブルスラッシュを愛し、情熱を注ぐ小学5年生。本編では少ししかストーリーに関わらなかったがアナザーデイでは一気にメインキャラに昇格、マーブルレッドとしてネク達と共に活躍した。ヨシュア編モルコのイベントで戦ってから、ネクとソウタを気に入っている。高級薬膳食材店医食同源本舗の店員、綾小路バンサイの愛孫である。
よこやん / 横山田 格（ヨコヤマダ イタル）
シュウトと仲が良い小学5年生。シュウトのライバルでもある。自分のバッジをカスタムパーツでカスタマイズするのが得意。しかし、カスタムバッジはルール違反になるため公式大会に出ることはできないらしい。けっこう毒舌家(悪気はないらしい)。本編でもアナザーデイでも出番があまり無い。彼がカスタマイズ（改造）したバッジは、ネクのサイキックとしてバトルで使用することが可能。
土井 ケン
道玄坂でラーメン屋「らあめんどん」を営む店主。さまざまな人からオッサン、おじさんと呼ばれる。非日常を売りにする「暗黒拉麺」の人気に頭を悩ますも、自分の信念を貫いて立ち直った。レッドスカルバッジによる洗脳を防いだり特定のイベントをこなすことで手に入るアイテムを各所に置いていたりなど、謎の一面を持つ。アナザーデイでは主要キャラの一人で、マブスラ初期開発スタッフの一人。
社長 / 海老沢（エビサワ）
とある会社の社長。会社の明日を憂えて、「死神さん」の占いに頼る。
マコト / 三木 真（ミキ マコト）
声 - 梅田修一朗（テレビアニメ版）
とある会社に勤めるサラリーマン。レッドスカルバッジの宣伝に（本人は知らないが、ネク達の手助けによって）成功したのをきっかけに脱サラし（このとき見た目もかなり変わった）、ラーメン屋「暗黒拉麺」を立ち上げる。芸能人を餌に話題性を持たせた結果、当初は爆発的人気があったものの徐々に売り上げが落ち、悩む。後に、以前勤めていた会社の社長の言葉を受け立ち直り、「暗黒拉麺」を再開して自ら店員として働く。
フトシ
声 - 古沢勇人（テレビアニメ版）
ライヴステージのスタッフ。仕事を面倒臭がってサボっていたため777に叱責を受けた。最初にインプリントイベントが発生する人物でもある。
エリ
声 - 岡崎加奈（テレビアニメ版）
オシャレが大好きで、デザインを趣味とする少女。シキの親友であり、憧れの存在である。ネコのにゃんタンをキッカケに仲が良くなり、エリがデザインを、シキが裁縫をするという服づくりにおいて互いに唯一無二の存在であった。彼女もシキを想っており、謝ることのできないまま別れたことに強い後悔の念を抱いている。劇中でのシキの容姿は彼女のものである。
ミナ
声 - 田中有紀（テレビアニメ版）
アイとエリの友人。モルコのイベントに行きたがっていたマコトの話を聞き、アイのためにマーブルスラッシュ大会の限定チケット（アニメ版では777のライブチケット）を入手した。アイに疑われた時、特にそのことを咎めずに水に流すなど心が広い。
アイ
声 - 岩淵桃音（テレビアニメ版）
ミナの友人。マコトに想いを寄せており、マコトとふたりきりでいたミナを疑って、「死神さん」をやらせた。

## 用語
死神のゲーム
UGで行われるコンポーザーが人間の価値をジャッジする為のゲーム。ゲームの参加者はみなRGで死亡した人間であり、その他にエントリー料（別項を参照）を払って参加する。開催期間は7日間。ゲーム内容は「ゲームマスター」と呼ばれる死神から1日1回出されるミッションを制限時間内にクリアするというもの。ミッションはノイズ退治から特定のバッジ入手など様々。パートナーが消滅した場合、再契約しなければ平均7分で自らも消滅してしまう。ミッションは誰かがクリアすれば他の参加者もクリア扱いとなるが、ミッションのクリアはジャッジの採点に大きく関わる為なるべく自分がクリアしたほうがよい。また、7日目はゲームマスターが参加者に手を出せるようになる。ゲーム終了後、指揮者とコンポーザーで参加者を採点し、生き残った参加者に最終的な判断を下す。ジャッジにおける点数が低い者は消滅、高い者は死神や天使になることも、生き返ることも可能（正確にはUGの人間も死んだのではなく魂のチューニングが、RGからUGに変換されただけで、ゲームの敗北＝死亡となる）。また、ゲームに引き続き参加することもできる。
UG・RG
アンダーグラウンド・リアルグラウンドの略称。UGはコンポーザーの決定したルールで構成されており、普段人間が生活するRGに隣接した高次元空間である。死神のゲームを行う空間であり、UGの人間はRGの人々を見ることができるが、RGの人間がUGの人間を見ることは通常はできない。ただし、両方の世界は物質的に物を動かすなどのある程度の干渉が可能である。例外として、髑髏マークのステッカーが貼られた店では実体化することができ、買い物が可能となっている(そのため、店員は相手が死者だとは知らない)。
アニメ版ではRGの人間は比較的暗い色彩で描かれており、外見上の区別がなされている。
ノイズ
参加者を襲う化物。例外なく動物の姿で現れる（空想上の生き物を含む）。平行世界に同時存在し倒すには彼等と同じ並行世界から撃破するしかない。全てのノイズには共通して体の一部がタトゥのような形状になっている。ノイズには大きく分けて3つの種類に定義することができ、死神がソウルと核バッジ(入手可能)を用いて製造したり人々のネガティブ感情から自然発生した「通常型」、特殊なサイキックを用いて製造された「禁断型」、幹部クラスの死神が変貌した「変異型」に分けられる。ノイズシンボルは、フィールドに漂っているのが「赤」、人の感情によってできたのが「黄」、禁断ノイズが「黒」、ボスなどがクリア後に現れたのが「青」、ピグノイズが「緑」となっている。ノイズが見える状態というのは天使としてはあまり好ましい状態ではないらしい。
ソウル
あらゆる物質を構成する概念物質。サイキックを発動する媒体となるバッジに込められるイマジネーションにも深く関わっており、これをどれほど多く有しているかでバッジの適合率は変化する。ネクはCATのイマジネーションが込められたヘッドフォンやグラフィティなどに触れていたためか、ありとあらゆるバッジを使用出来る。
エントリー料
ゲームに参加する際死神に徴収される自分の一番大切なもの。エントリー料はゲームに勝たなければ没収（消滅）されてしまう。また、ゲームに引き続き参加する際は新たにエントリー料を払う。これは自分の一番大切なもの、つまり“こだわり”を失った状態で世界を体験することで、そのこだわりが自分にとっていかに大切な存在だったのかを再認識させる、つまり自己啓発の為のものであり、参加者を苦しめる為のものではない。
徴収タイミングはまちまちなのか、2週目のシキとネクはゲーム開始直前、それ以外はネクがコンポーザーの部屋にいる時点で徴収された。
指揮者
死神のトップに立つ者。その権威はコンポーザーに次ぐものだが、ゲームマスター代行を指名したり幹部に直接命令できることから、事実上のトップとも言える。ただし指揮者のみで参加者を復活させることは不可能である(シキがエントリー料として徴収されたのはこのため)。コンポーザーとコンタクトをとることができる数少ない存在でもある。現在は北虹がこの役職に就いている。任命方法は不明。
コンポーザー
渋谷UGの管理者にして渋谷の表現、創作者。その力は圧倒的でありRGでもある程度は能力を使うことができる。UGのルールを決定する権利を持ち、UGはコンポーザーの決定した絶対的なルールで構成され、コンポーザーの不在はUG崩壊と同義であるととれる。また、死神と違い、RGでもある程度特殊能力の行使が可能。コンポーザーの交代はコンポーザーが倒された時にだけ発生し、コンポーザーを倒した者が新たにコンポーザーの座に就くことができる。
エマージェンシーコール
渋谷UGに緊急事態が発生した時のみ死神内に発令される緊急命令。これが発動されたときのみ、全ての死神が参加者に直接手を下せるようになる。
CAT
渋谷で人気のアーティスト。ネクが唯一尊敬する人物でもある。創作活動は主にデザインやグラフィティ、その他にも音楽、映像など何でもできるマルチクリエーター（ネク曰く、存在自体がアート）。作品は全て「全力で今を楽しめ」という一貫したスタイルで製作されており、多くの若者に感銘を与えている。顔出し取材を一切受けず、正体が不明のため、渋谷にはCATに関する噂が数多く流れている。
渋谷の存続を賭けたゲーム
作中では具体的な名称が存在しないため、便宜上こう表記する。渋谷に生きる人々に失望したコンポーザーが指揮者・北虹に提案したゲーム。ゲーム内容は一ヶ月以内で北虹が渋谷を更生できるかというもの。北虹が勝てば渋谷は存続、負ければ北虹は消滅、渋谷も崩壊する。その他のルールとしてコンポーザーがUGを去り、自らの代理人としてRGから参加者を用意することなどがある。
マーブルスラッシュ
子供達の間で人気がある流行のゲーム。バッジを全員がリアルタイムにおはじきのようにぶつけ合い、フィールドから脱落させてゆく（実際のおはじきとは異なりターン制のルールはなく、いつでもバッジを弾くことが可能）。通称マブスラ。本編では、ミニゲームとしてプレイできる。「アナザーデイ ― すばらしきこの1日。」はマーブルスラッシュをメインとしたストーリーで、マーブルギアという手につける専用アイテムがある（ギアをつけることに特に意味はない）。
死神さん
こっくりさんのような占いの遊び。
紙に書かれた白、黒、赤い鳥居のどこに十円玉が行くかで占う。白はYES、黒はNO、赤はどちらでもない、という意味。その為、あくまでYESかNOで答えられる質問でなければならない。
コインを動かしているのは死神や参加者などのUGの人間である。

## 主なスタッフ
- クリエイティブプロデューサー / メインキャラクターデザイナー - 野村哲也
- ディレクター - 神藤辰也
- Co.ディレクター - 長谷川朋宏
- プランニングディレクター - 荒川健
- アートディレクター - 大舘隆幸
- キャラクターデザイナー - 小林元
- シナリオ - 平野幸江
- コンポーザー - 石元丈晴
- プロデューサー - 橋本真司

## 楽曲
作曲は全て石元丈晴である。
オープニングテーマはSAWAの「Twister」。
エンディングテーマはJYONGRIの「Lullaby For You」で、本作の世界観をイメージし、本作の為に作詞・作曲がされている。iOS版、Android版ではStephanieの「Runaway」に変更されている。

### すばらしきこのせかい ORIGINAL SOUNDTRACK
「Someday」と「サムデイ」、「Hybrid」と「ハイブリッド」の2種類（4曲）が、リズムやテンポが同じ曲の日本語と英語のバージョン（歌詞の意味は違う）となっている。
| トラック番号 | 曲名                                       | 作詞        | ボーカル                     | ギター            | バス           | ドラム       |
| ------------ | ------------------------------------------ | ----------- | ---------------------------- | ----------------- | -------------- | ------------ |
| 1            | It's So Wonderful                          |             | 歌なし                       |                   |                |              |
| 2            | Twister                                    | SAWA        | SAWA                         |                   |                |              |
| 3            | Underground                                |             | Nulie Nurly                  |                   |                |              |
| 4            | Long Dream                                 | Makiko Noda | Makiko Noda                  |                   |                |              |
| 5            | Calling                                    | SAWA        | Leah                         |                   |                |              |
| 6            | Despair                                    |             | 歌なし                       |                   |                |              |
| 7            | Hybrid                                     | SAWA        | SAWA                         |                   |                |              |
| 8            | Fighting For Freedom                       |             | 歌なし                       |                   |                |              |
| 9            | オーパーツ                                 | SAWA        | Ayuko Tanaka & Mai Matsumoto |                   |                |              |
| 10           | Forebode                                   |             | 歌なし                       |                   |                |              |
| 11           | Give Me All Your Love                      | WAKAKO      | WAKAKO                       |                   |                |              |
| 12           | サムデイ                                   | SAWA        | SAWA                         | Takeharu Ishimoto | Kenji Kawamori | Hiroshi Miki |
| 13           | Satisfy                                    | SAWA        | Ayuko Tanaka                 |                   |                |              |
| 14           | Someday                                    | SAWA        | Hanaeryca                    | Takeharu Ishimoto | Kenji Kawamori | Hiroshi Miki |
| 15           | ツイスター                                 | SAWA        | Mai Matsumoto                |                   |                |              |
| 16           | Let's Get Together                         |             | 歌なし                       |                   |                |              |
| 17           | Slash and Slash                            |             | 歌なし                       |                   |                |              |
| 18           | Amnesia                                    |             | 歌なし                       |                   |                |              |
| 19           | Rush Hour                                  |             | 歌なし                       |                   |                |              |
| 20           | imprinting                                 |             | 歌なし                       |                   |                |              |
| 21           | オワリハジマリ                             | SAWA        | Cameron Strother             |                   |                |              |
| 22           | psychedelic                                |             | 歌なし                       |                   |                |              |
| 23           | Game Over                                  | SAWA        | Andy KINLAY                  |                   |                |              |
| 24           | Dancer In The Street                       |             | 歌なし                       |                   |                |              |
| 25           | ハイブリッド                               | SAWA        | Nulie Nurly                  |                   |                |              |
| 26           | Detonation                                 | SAWA        | Londeil "Taz" Hicks          |                   |                |              |
| 27           | Black Market                               |             | 歌なし                       |                   |                |              |
| 28           | Junk Garage                                |             | 歌なし                       |                   |                |              |
| 29           | It Is Fashionable                          |             | 歌なし                       |                   |                |              |
| 30           | NOISY NOISE                                |             | 歌なし                       |                   |                |              |
| 31           | Economical Shoppers                        |             | 歌なし                       |                   |                |              |
| 32           | SHIBUYA                                    |             | 歌なし                       |                   |                |              |
| 33           | Make or Break                              | SAWA        | Hanaeryca                    |                   |                |              |
| 34           | Twister-Remix                              | SAWA        | SAWA                         |                   |                |              |
| 35           | Emptiness and （＊名はiTunes・ゲームから） |             | 歌詞はあるが不明             |                   |                |              |

### すばらしきこのせかい+The World Ends with You
追記されていない部分の作詞者などは、オリジナルの人と同じである。
| トラック番号 | 曲名                                 | 作詞        | ボーカル                   | ギター            | バス               | ドラム       |
| ------------ | ------------------------------------ | ----------- | -------------------------- | ----------------- | ------------------ | ------------ |
| 1            | Twister -Original ver－              | SAWA        | SAWA                       |                   |                    |              |
| 2            | Calling -1960s-                      | SAWA        | Leah                       |                   |                    |              |
| 3            | Give Me All Your Love -All my love－ | WAKAKO      | WAKAKO                     |                   |                    |              |
| 4            | Long Dream -1980s-                   | Makiko Noda | Makiko Noda                |                   |                    |              |
| 5            | サムデイ -Unplugged-                 | SAWA        | SAWA                       | Takeharu Ishimoto | Minoru Tsuchihashi | Hiroshi Miki |
| 6            | Make or Break -Black box-            | SAWA        | Hanaeryca                  |                   |                    |              |
| 7            | Game Over -Busy Dizzy and Lazy-      | SAWA        | Andy KINLAY                |                   |                    |              |
| 8            | オーパーツ -Give me a chance-        | SAWA        | Ayuko Tanaka & Mai Matsuda |                   |                    |              |
| 9            | ハイブリッド -New born-              | SAWA        | Nulie Nurly                | Takeharu Ishimoto | Minoru Tsuchihashi | Hiroshi Miki |
| 10           | Twister -That Power is Yet Unknown-  | SAWA        | SAWA                       | Takeharu Ishimoto | Minoru Tsuchihashi | Hiroshi Miki |
| 11           | Déjà vu                              | SAWA        | Joanna Koike               |                   |                    |              |
| 12           | Transformation                       | SAWA        | Andy from "Sixpin"         | Takeharu Ishimoto | Minoru Tsuchihashi | Hiroshi Miki |
| 13           | Three Minutes Clapping               | SAWA        | J. D. Camaro               | Takeharu Ishimoto | Minoru Tsuchihashi | Hiroshi Miki |
| 14           | Twister-Gang-Mix                     |             | MJR                        |                   |                    |              |
| 15           | The One Star                         | SAWA        | Cameron Strother           | Takeharu Ishimoto | Minoru Tsuchihashi | Hiroshi Miki |
| 16           | OWARI-HAJIMARI                       | SAWA        | Cameron Strother           | Takeharu Ishimoto | Minoru Tsuchihashi | Hiroshi Miki |
| 17           | Three Minutes Clapping -Live-        |             | J. D. Camaro               |                   |                    |              |
| 18           | Transformation -Transformed-         |             | Andy from "Sixpin"         |                   |                    |              |
| 19           | Déjà vu -Discoteque-                 |             | Joanna Koike               |                   |                    |              |

## 関連製品
- CD
  - すばらしきこのせかい ORIGINAL SOUNDTRACK
  - すばらしきこのせかい+The World Ends with You
- フィギュア
  - STATIC ARTS すばらしきこのせかい ネク
  - STATIC ARTS すばらしきこのせかい シキ
- ソーシャルゲーム
  - すばらしきこのせかい -LIVE Remix-
    - すばらしきこのせかい Crossover〜Tribute

## テレビアニメ
『すばらしきこのせかい The Animation』（すばらしきこのせかい ジ・アニメーション）のタイトルで2021年4月10日から6月26日まで毎日放送・TBS系列『スーパーアニメイズム』枠にて放送された。

### スタッフ
- 原作 - 『すばらしきこのせかい It's a Wonderful World』（スクウェア・エニックス）[10]
- 監督 - 市川量也[10]
- 監督補佐 - 清水朱音
- シリーズ構成・脚本 - 後藤みどり[10]
- キャラクターデザイン - 野村哲也、小林元[10]
- 総作画監督・アニメーションキャラクターデザイン - 松浦有紗[12]
- 美術監督 - 渡辺敦之[12]
- 美術設定 - 及川雄大
- 色彩設計 - 植竹茉奈、太田唯[12]
- 3DCG監督 - 鎌田麻友美[12]
- アクションCG監督 - 寺田良介[12]
- 撮影監督 - 中西康祐（第1話）、川尻絵梨香（第2話以降）、鎌田麻友美（第2 - 4話）
- 音響監督 - 清水洋史[12]
- 音楽 - 石元丈晴[10]、THRILL
- プロデューサー - 鍋岩晶子、高橋麗奈、木村康貴、青井宏之
- スーパーバイザー - 神藤辰也、平野智彦
- アニメーション制作 - ドメリカ、シンエイ動画[10]
- 製作 - すばらしきこのせかい製作委員会、MBS[12]

### 主題歌
主題歌は本作の劇伴を務めている石元丈晴の作曲による楽曲となっている。当初はALIによる「TEENAGE CITY RIOT feat. R-指定」がオープニングテーマとして使用予定であったが、メンバーの不祥事を受けて急遽変更することが2021年4月8日に発表された。
「Twister -Animation OP ver.-」
石元丈晴によるオープニングテーマ。作詞はSAWA、歌はMJR。
「カルペディエム」
ASCAによるエンディングテーマ。作詞はASCA。
「Calling -Animation OP ver.-」
石元丈晴による第1話オープニングテーマ。作詞はSAWA、歌はLeah。

### 各話リスト
| 話数 | サブタイトル             | 絵コンテ                   | 演出                       | 作画監督                                          | 初放送日       |
| ---- | ------------------------ | -------------------------- | -------------------------- | ------------------------------------------------- | -------------- |
| #01  | 死神ゲーム               | 清水朱音                   | 清水朱音                   | 松浦有紗 清水朱音 曺惠正                          | 2021年 4月10日 |
| #02  | シキ                     | 清水朱音                   | 清水朱音                   | 松浦有紗 清水朱音 李盛才                          | 4月17日        |
| #03  | 消滅                     | 清水朱音 中西明日香        | 清水朱音                   | 松浦有紗 清水朱音 朴領熙                          | 4月24日        |
| #04  | 死神                     | 清水朱音 根本柚 鈴木優太朗 | 高橋理恵                   | 松浦有紗 清水朱音 朴領熙                          | 5月1日         |
| #05  | CAT                      | 及川雄大 中西明日香        | 及川雄大 関絵里奈          | 松浦有紗 李盛才 曺惠正 金起燁                     | 5月8日         |
| #06  | テリトリー               | 清水朱音                   | 清水朱音 関絵里奈 高橋理恵 | 松浦有紗 清水朱音 高垣まりあ 李盛才 曺惠正 朴領熙 | 5月15日        |
| #07  | ヨシュア                 | 高垣まりあ 及川雄大        | 及川雄大                   | 松浦有紗 清水朱音 高垣まりあ 李盛才 嚴翼鉱 朴領熙 | 5月22日        |
| #08  | エマージェンシーコール   | 金子拓磨 高橋理恵          | 高橋理恵 清水朱音          | 松浦有紗 清水朱音 高垣まりあ 李盛才 嚴翼鉱 朴領熙 | 5月29日        |
| #09  | ライムとビイト           | 清水朱音 高垣まりあ        | 金有千 呉銀洙 海江田美幸   | 松浦有紗 清水朱音 高垣まりあ 李盛才 任善熙 朴領熙 | 6月5日         |
| #10  | 数えきれないこの世の不幸 | 高垣まりあ 及川雄大        | 及川雄大 矢島加奈子        | 清水朱音 高垣まりあ 杜偉峰 毛曼麗 誠宇動画        | 6月12日        |
| #11  | 審判の刻                 | 清水朱音 大西佑希          | 関絵理奈 及川雄大          | 清水朱音 李盛才 任善熙 朴領熙                     | 6月19日        |
| #12  | すばらしきこのせかい     | 松浦有紗                   | 松浦有紗                   | 松浦有紗 MICO 張民浩 朴祗陞                       | 6月26日        |

### 放送局
| 放送期間 | 放送時間                     | 放送局                                 | 対象地域 | 備考                                                   |
| --- | ---------------------------- | -------------------------------------- | -------- | ------------------------------------------------------ |
| 2021年4月10日 - 6月26日                                                                                             | 土曜 1:25 - 1:55（金曜深夜） | 毎日放送（製作参加） ほかTBS系列全28局 | 日本国内 | 字幕放送 / 連動データ放送 / 『スーパーアニメイズム』枠 |
| 放送前週の4月3日には特別番組『すばらしきこのせかい The Animation 放映記念「すばらしきこのとくばん」』が放送された。 |                              |                                        |          |                                                        |

| 配信開始日    | 配信時間                   | 配信サイト |
| ------------- | -------------------------- | --- |
| 2021年4月10日 | 土曜 2:00（金曜深夜） 更新 | GYAO! TVer MBS動画イズム Netflix FOD バンダイチャンネル ひかりTV Amazonプライム・ビデオ ニコニコチャンネル Rakuten TV ビデオマーケット DMM.com GYAO!ストア music.jp Google Play YouTube |
|               | 土曜 10:00 更新            | VIDEX |
|               | 土曜 19:00 更新            | TSUTAYA TV |
|               | 土曜 23:30 - 日曜 0:00     | ニコニコ生放送 |
| 2021年4月13日 | 火曜 0:00（月曜深夜） 更新 | J:COMオンデマンド TELASA milplus |
| 2021年4月14日 | 水曜 12:00 更新            | HAPPY!動画 |
| 2021年4月15日 | 木曜 12:00 更新            | ふらっと動画 |

### BD / DVD
| 巻 | 発売日        | 収録話         | 規格品番 | 規格品番 |
| 巻 | 発売日        | 収録話         | BD       | DVD      |
| -- | ------------- | -------------- | -------- | -------- |
| 上 | 2021年7月30日 | 第1話 - 第6話  | MOVC-364 | MOVC-365 |
| 下 | 2021年8月27日 | 第7話 - 第12話 | MOVC-366 | MOVC-367 |

| 毎日放送制作・TBS系列 スーパーアニメイズム | 毎日放送制作・TBS系列 スーパーアニメイズム | 毎日放送制作・TBS系列 スーパーアニメイズム                 |
| 前番組                                     | 番組名                                     | 次番組                                                     |
| ------------------------------------------ | ------------------------------------------ | ---------------------------------------------------------- |
| 呪術廻戦（第1期）                          | すばらしきこのせかい The Animation         | 乙女ゲームの破滅フラグしかない悪役令嬢に転生してしまった…X |